# Vườn quốc gia Mungkan Kandju
Vườn quốc gia Mungkan Kandju là một vườn quốc gia ở Queensland, Úc.
Oyala Thumotang, trước đây là Vườn quốc gia Mungkan Kandju (và trước nữa là Vườn Quốc gia Archer Bend), là một công viên quốc gia ở Queensland, Úc, cách 1.914 km (1.189 dặm) phía tây bắc của Brisbane.

## Lịch sử
Vườn quốc gia Oyala Thumotang bao gồm những gì trước kia là vùng đất của các tộc Wik Mungkan, Nam Kaanju và Ayapathu Aboriginal [1]. Sự hình thành vườn quốc gia ban đầu liên quan chặt chẽ đến vụ kiện quan trọng của Toà án Koowarta v Bjelke-Petersen đã quyết định tại Toà án Tối cao Úc.

## Địa điểm
Vườn quốc gia này nằm ở bán đảo Cape York ở trung tâm. Nó cách là khoảng 25 km về phía bắc của Coen. Đến 12 giờ bằng đường Bắc Cairns. Công viên chiếm 381.000 ha từ chân núi McIlwraith ở phía đông tới sông Archer ở phía tây. Con sông Archer và Coen chảy qua công viên. [2]